# Liste der Baudenkmale in Lübstorf
In der Liste der Baudenkmale in Lübstorf sind alle denkmalgeschützten Bauten der mecklenburgischen Gemeinde Lübstorf und ihrer Ortsteile aufgelistet. Grundlage ist die Veröffentlichung der Denkmalliste des Kreises Nordwestmecklenburg mit dem Stand vom 9. November 2023.

## Baudenkmale nach Ortsteilen

### Lübstorf
| ID  | Lage                                | Bezeichnung   | Beschreibung | Bild           |
| --- | ----------------------------------- | ------------- | ------------ | -------------- |
| 891 | Bahnhofstraße 20 (Karte)            | Bahnhof       |              | Bahnhof        |
| 898 | Alte Dorfstraße (Karte)             | Kriegsdenkmal |              | Kriegsdenkmal  |
| 892 | Alte Dorfstraße 6 (Karte)           | Forsthaus     |              |                |
| 900 | Alte Dorfstraße 6 (Karte)           | Torpfeiler    |              | Torpfeiler     |
| 893 | Alte Dorfstraße 8 (Karte)           | Forsthaus     |              | Forsthaus      |
| 897 | Alte Dorfstraße 80 (Karte)          | Gutshaus      |              | Gutshaus       |
| 899 | Willigrader Straße 7–15, 17 (Karte) | Schloss       |              | Weitere Bilder |

### Neu Lübstorf
| ID  | Lage                  | Bezeichnung | Beschreibung | Bild     |
| --- | --------------------- | ----------- | ------------ | -------- |
| 968 | Dorfstraße 19 (Karte) | Büdnerei    |              | Büdnerei |

### Rugensee
| ID   | Lage                  | Bezeichnung   | Beschreibung | Bild          |
| ---- | --------------------- | ------------- | ------------ | ------------- |
| 1227 | Weg zum See 3 (Karte) | Bauernhaus    |              | Bauernhaus    |
| 1228 |                       | Kriegsdenkmal |              | Kriegsdenkmal |
| 1229 | Rüschenbeck 7         | Bauernhaus    |              |               |

## Ehemalige Denkmale

### Lübstorf
| ID  | Lage               | Bezeichnung | Beschreibung | Bild     |
| --- | ------------------ | ----------- | ------------ | -------- |
| 894 | Alte Dorfstraße 13 | Wohnhaus    |              | Wohnhaus |
| 896 | Alte Dorfstraße 68 | Meierei     | abgerissen   |          |